# Merde d'artiste
Merde d'artiste (ou en italien Merda d’artista) est une œuvre de l’artiste italien Piero Manzoni influencée par les ready-mades de Marcel Duchamp. L'œuvre réalisée en 1961 se compose de 90 boîtes de conserve cylindriques en métal (4,8 × 6 cm), hermétiquement fermées, qui contiennent les excréments de l'artiste, étiquetées, numérotées et signées.

## Description
Aucun historien de l'art n'a pu jusqu'à présent déterminer le modus operandi des boîtes. Il est écrit dessus en italien, anglais, français et allemand :
Merde d'artiste
contenu net gr 30
conservée au naturel
produite et mise en boite
au mois de mai 1961
Il semble que ces boîtes aient été réalisées à Milan, bien que des témoins oculaires parlent du Danemark. Quoi qu'il en soit, Manzoni n’en a vendu que très peu de son vivant et, d'ailleurs, très peu d'œuvres en général. Il les a données à ses amis ou a fait des échanges avec d’autres artistes. Manzoni avait initialement fixé le prix de ces boîtes de 30 grammes d'excréments à celui de 30 grammes d'or au cours du jour.

## Histoire de l’œuvre

### Cote de l'œuvre
La cote des boîtes est montée dans les années 1960, des années après la mort de l'artiste, grâce à d'avisés marchands italiens, parisiens puis américains. Certaines ont atteint le prix de 3 000 grammes d'or, et les boîtes dont on riait ont commencé à circuler sur le marché de l'art.
Aujourd’hui, un grand nombre d'entre elles ont été vendues (la famille Manzoni en possède encore 5) et se retrouvent dans diverses collections d’art contemporain dans le monde entier. Elles se négocient à un prix élevé, comparé à celui qu'avait fixé l'artiste, à l’exception toutefois de quelques-unes qui se mirent à fuir probablement à cause de la corrosion et de la pression du gaz… 
Le 16 octobre 2015 une boîte a été adjugée pour 182 500 £ (soit environ 202 980 €) lors d'une vente aux enchères chez Christie's à Londres. Le 28 octobre 2014 une boîte avait été adjugée 129 000 € (soit en incluant les frais d'enchères 160 920 €) lors d'une vente effectuée par l'étude Cornette de Saint Cyr à Paris.
La dernière vente aux enchères a eu lieu en 2016 à Milan. L'acquisition de la boîte numéro 69 s'est faite pour  275 000 € (frais d'enchères inclus), pour le compte d'un collectionneur privé.

### Devenir de l'œuvre
Parmi les boîtes ayant connu des problèmes d’étanchéité, il y aurait celle donnée à Jens Jorgen Thorsen, artiste danois mort en 2000. Peu de temps avant sa mort, il déclarait l'avoir jetée à cause de l’odeur.
Le musée municipal de Randers (Danemark) a connu un grave problème, en 1998, quand une boîte prêtée par un collectionneur s’est mise à fuir. Le collectionneur a d’abord demandé un dédommagement, puis un artiste généreux l’a offerte au musée et payé les 30 000 € réclamés par le collectionneur. Les analyses effectuées à l’époque par la compagnie d’assurance ont montré qu’il s’agissait effectivement d’excréments, sans que l’on puisse dire si leur provenance était humaine ou animale.
Marina Fossati, collectionneuse et consultante en stratégie auprès de multinationales, a eu tellement peur que sa boîte ne se mette à fuir, qu’elle la laissa quelque temps dans son réfrigérateur sur les conseils d’un de ses amis spécialistes, avant, poussée par son mari, de réussir à l’échanger.
Une boîte prêtée au musée Serpentine de Londres, lors de la grande exposition consacrée à Manzoni à la fin du XXe siècle, a été renvoyée à son propriétaire, le notaire milanais Consolandi. L’odeur dégagée ne laissait pas de doutes sur l’origine des matières incluses.
Pour le commissaire-priseur Pierre Cornette de Saint-Cyr, si beaucoup de boîtes se mettent à fuir, alors c’est que cela fait partie de la nature de l’œuvre. Dans ce cas, cela ne changerait rien à leur valeur. C'est-à-dire que l’œuvre devient « performance » : l'objet évolue. S'il n'y avait qu'une seule boîte à fuir, ce serait simplement un problème. Peut-être l'artiste souhaitait-il cette évolution, ce d'autant qu'elles peuvent être exposées dans une vitrine transparente et bien étanche.
En 1989, à Marseille, lors d’une performance dans la galerie de Roger Pailhas, l'artiste français Bernard Bazile fait ouvrir une boîte qu'il avait empruntée à l'artiste Ben. Selon Bernard Bazile, en assignant à sa boîte une valeur supérieure à celle de 30 grammes d'or, Ben, comme un grand nombre de propriétaires de boîtes, en dénaturait le sens. Cette boîte, une fois ouverte, a ensuite été achetée à Ben pour 30 000 $ et revendue aux enchères publiques, en 2006, pour 24 000 €. La boîte de conserve contenait en fait une autre boîte, plus petite, à l’intérieur.

## Démarche et analyse
Cette œuvre est une satire du marché de l'art, sur lequel n'importe quelle création, pour peu qu'elle soit réalisée par un artiste « de génie », s'échange très cher, quelle que soit sa valeur intrinsèque. Il s'agit aussi d'une critique du consumérisme et en particulier de la production de déchets que celui-ci génère et son obsession envers le packaging et la propriété privée.

## Filmographie
- Film Chacun sa merde (52 min) de Hugues Peyret, sur les propriétaires (voir bande-annonce)
- Film La Boîte de merde (27 min) de Hugues Peyret, sur l'ouverture d'une boîte par Bernard Bazile